# Melampsora ribesii-viminalis
Melampsora ribesii-viminalis är en svampart som beskrevs av Kleb. 1900. Melampsora ribesii-viminalis ingår i släktet Melampsora och familjen Melampsoraceae.   Inga underarter finns listade i Catalogue of Life.